# キロワット時
キロワット時（キロワットじ、英: kilowatt hour）は、仕事・熱量・電力量の非SI単位であるワット時の1000倍である。これに対して、ワット秒（W・s または Ws）はSI組立単位である。

## 単位記号
日本の計量法では、ワット時、ワット秒の単位記号は、仕事・熱量と電力量とで使い分けられていて次のようになっていることに注意する必要がある。

### 仕事、熱量
仕事、熱量のワット時の記号は、「W・h」である。積の記号は「・」（中黒）であり、「⋅」（&とsdot;の組み合わせ）ではない。キロワット時の記号は、「kW・h」である。なおワット秒の記号は、「W・s」である。

### 電力量
電力量のワット時の記号は、「Wh」である。つまり積の記号「・」を挟まない記号となっている（電力量計の画像のとおり）。キロワット時の記号は、「kWh」である。電力量計は特定計量器の一つであり、記号として「kWh」を用いなければ検査に合格できない。なおワット秒の記号は、「Ws」である。

## 概要
ワット時は、仕事率・電力の単位であるワット (W) と、時間の単位である時 (h) から組み立てた単位である。すなわち1 ワット時は、1 Wの仕事率で1時間続けたときの仕事、あるいは1 Wの電力を1時間消費もしくは発電したときの電力量である。計量法の定義では、ジュール (J)又はワット秒の3600倍である。したがって、1 kW・h または 1 kWh = 1000 × 1 J × 3600 s = 3.6 MJとなる。
英語ではキロワットアワー (kilowatt hour) という。英国の古い表記では Board of Trade Unit (B.O.T.U.) である。
ただし、特定の1時間あたりの電力量が1 kWhであっても、最初の30分間に0.8 kWhであれば「30分あたりの電力量が0.8 kWh」と表現する場合もある。これは最大需要電力に単価を乗じて電気料金を算定する際に用いられ、0.8 kWhを2倍した上で四捨五入し、最大需要電力2 kWとするものである。
キロワット時は、電気エネルギー（電力量）の単位としてよく用いられる。時 (h)がSI併用単位であるため、キロワット時もSI併用単位ということになる。SIの「1物理量1単位」という理念からすれば、エネルギーの単位にはジュール（またはワット秒）を用いるべきである。日本の計量法では仕事、熱量、電力量の単位としてジュール（ワット秒）と共にワット時の使用を認めている。
1000 kWh以上の単位として、メガワット時 (MWh)」「ギガワット時 (GWh)」があるが、統計上は電力量の単位として通常はキロワット時を用いており、大規模な発電所の発電量は「億キロワット時」(= 100 GWh単位)を用いて表している。
フィットネスやスポーツでは実際に一時間出力出来たエネルギーをワット時で示すFTP(Functional Threshold Power)がある。ただし、単位は単にワットである。

## ワット時
ワット時（Wh）は電力量としては小さいため、用いられる場面はほとんどなかった。しかし、電気自動車の一般化に伴い、効率の目安として、「Wh/km」という単位が諸元表やカタログに表記されるようになっている。1 km 走行したとき、消費電力の少ない車両のほうが Wh の数値が小さくなる。内燃機関自動車で言う「燃費」に相当する概念で、「電費」と呼ばれることもある。